# Say-dogma
A Say-dogmát vagy Say-törvényt Jean-Baptiste Say francia klasszikus közgazdász fogalmazta meg 1803-ban, Értekezés a politikai gazdaságtanról (Traité d'Économie Politique) című művében. A közgazdaságtan más „törvényeihez” hasonlóan egy meghatározott feltételek mellett teljesülő összefüggésről van szó, amely sok közgazdász véleménye szerint „megközelítőleg” a valóságban is fennáll. A Say-dogma pontos megfogalmazása így szól:
„Mivel a javak előállítói azok eladása révén pénzt, jövedelmet szereznek, és ezt más javak vásárlására fordítják, összgazdasági szinten az áruk (ide értve a termelési tényezőket, köztük a munkaerőt is) kereslete és kínálata egyenlő kell hogy legyen.”
Egyszerűbben: „minden kínálat megteremti a maga keresletét”.

## Teljesülésének feltételei
Annak, hogy a Say-dogma a valóságban is fennálljon, két feltétele is van:
1. Az embereknek teljes egészében el kell költeniük a jövedelmüket; vagy úgy, hogy közvetlenül javak vásárlására fordítják, vagy úgy, hogy átruházzák másra – például egy bankra, aki azt elkölti (ezt az esetet hívjuk megtakarításnak). Ezzel szemben ha a pénzt felhalmozzák (hoarding), az megakasztja a Say-törvényben leírt folyamatot, így a kereslet kisebb lesz a kínálatnál.
2. Minden jószág árának egyensúlyba kell jutnia – ez a kereslet és a kínálat egyensúlyának alapvető feltétele.

Sok közgazdász úgy véli, hogy mindkét feltétel csak hosszú távon érvényesül, ennek megfelelően a Say-dogma és következményei rövid távon nem állnak fenn.

## A Say-dogma következményei
Ha a gazdaság egyensúlya egy automatikusan bekövetkező folyamat révén biztosított, nincs szükség az állam beavatkozására, sőt: az csak káros lehet, mert megbontja a létrejött piaci egyensúlyt. Hasonló logikával ellenezték és ellenzik a Say-törvény hívei a munkások kollektív érdekérvényesítését, mondván: ha a szakszervezetek különböző eszközökkel, például sztrájkok révén az egyensúlyinál magasabb bért harcolnak ki, az csak a munkaerő túlkínálatához, így végső soron munkanélküliséghez vezet – ezek nélkül viszont, az egyensúly kialakulásával, a munkanélküliség is megszűnne.
Szintén fontos következmény, hogy a Say-dogma értelmében mindig a kínálati viszonyok határozzák meg a keresletet. A gazdaság hullámzásai ezek szerint nem a kereslet és kínálat zavaraira, hanem csakis a kínálat ingadozásaira vezethetők vissza.

## A dogma a közgazdaságtan történetében
A klasszikus közgazdászok legnagyobb része, köztük David Ricardo, elfogadta a Say-dogmát. Kivételt képezett Thomas Malthus, aki úgy vélte, hogy az egyének – köztük is elsősorban a szegényebbek – általában nem költik el a teljes jövedelmüket, vagyis vitatta az első feltétel teljesülését.
Karl Marx szintén a dogma elutasítói közé tartozott. Elméletében fontos szerepet szánt a túltermelési válságoknak, amelyek éppen abból adódnak, hogy a kínálat elszakad a kereslettől.
A neoklasszikusok, mint Léon Walras vagy Alfred Marshall, folytatva a klasszikusok által teremtett hagyományt, igaznak fogadták el. A Say-törvény történetében a fordulat Marshall tanítványának, John Maynard Keynesnek a nevéhez kötődik. Keynes úgy gondolta, hogy rövid távon a dogma egyik feltétele sem teljesül, a gazdaság pedig anélkül is egyensúlyba kerülhet, hogy a munkaerő kereslete és kínálata megegyezne. Keynes követői hasonlóképpen elutasítják a Say-dogmát, illetve legfeljebb hosszú távra fogadják el az érvényesülését.
Ezzel szemben a 20. század második felében kibontakozó újklasszikus makroökonómia képviselői, akik sok más területen is visszatértek a klasszikus és neoklasszikus tanokhoz, általában elfogadják a Say-dogmát.